# Grijpskerke
Grijpskerke es una localidad del municipio de Veere, en la provincia de Zelanda (Países Bajos). Está situada a unos 6 km al noroeste de Middelburg.
Antes de 1816 el pueblo fue llamado Grijpskerke en Poppendamme, ese año se fusionó con otros para formar un municipio con Grijpskerke a la cabeza. Hasta 1966 tuvo municipio propio.